# Folwark (Brzóstowa)
Folwark – część wsi Brzóstowa w Polsce, położona w województwie świętokrzyskim, w powiecie ostrowieckim, w gminie Ćmielów.
W latach 1975–1998 Folwark należał administracyjnie do województwa tarnobrzeskiego.